# Erika Forss
Erika Forss (1977) è un'ex sciatrice alpina svedese.

## Biografia
In Coppa Europa la Forss esordì il 3 marzo 1999 a Gällivare in slalom gigante, senza completare la prova, ottenne il miglior piazzamento il 18 gennaio 2003 al Passo del Tonale in slalom speciale (14ª) e prese per l'ultima volta il via l'11 marzo successivo a Piancavallo nella medesima specialità, senza completare la prova. Si ritirò al termine di quella stessa stagione 2002-2003 e la sua ultima gara fu uno slalom speciale FIS disputato il 12 aprile a Lindvallen; non debuttò in Coppa del Mondo né prese parte a rassegne olimpiche o iridate.

## Palmarès

### Coppa Europa
- Miglior piazzamento in classifica generale: 127ª nel 2001

### Campionati svedesi
- 1 medaglia:
  - 1 bronzo (slalom speciale nel 2001)[1]